# Dave Barbaren
Dave Barbaren (Dave the Barbarian) är en animerad TV-serie av Disney, skapad och skriven av Doug Langdale. TV-serien hade premiär på Disney Channel i augusti 2004 och började sändas på Toon Disney i juni 2006. Serien utspelar sig på medeltiden och handlar främst om en stor men feg barbar vid namn Dave.
Dave har två systrar, Candy och Gadd, samt en farbror, Oswidge, som är en trollkarl. Tillsammans får de tillfälligt styra det fiktiva landet Udrogoth eftersom de riktiga regenterna kung Throktar och drottning Glimia (Dave, Candy och Gadds föräldrar), har rest iväg för att bekämpa all världens ondska.
Serien liknar föregångaren Familjen Flinta och den kortlivade The Roman Holidays. Serien behandlar såväl historiska företeelser som moderna; bland annat handlar Candy i den lokala gallerian och använder Oswidges kristallkula för att shoppa online. Då och då bryter serien den så kallade "fjärde väggen" och låter en figur rikta sig direkt till publiken.
Serien har en berättare som kallas för "Berättaren", denne redogör för varje avsnitts handling men talar även direkt till figurerna.

## Figurer

### Huvudfigurer
- Dave - en enorm, muskulös barbarisk krigshjälte som hellre stickar och lagar mat än kämpar mot ondskan. Han är rädd för många saker. Han blev bara barbar för att han trodde att en barbar var en bibliotekarie som även klipper hår (barberare). Han är även allergisk mot många saker, inkluderat katter, ost, rosor, kol och pudding. Dave tycker mycket om poesi och är helt galen i hattar.
- Gadd (Fang) – Daves tuffa och vilda lillasyster. Hon är mycket temperamentsfull och oregerlig och gillar att krossar saker. Gadds vapen är ett spjut. Hon blir på grund av sitt vilda sätt ofta misstagen för en apa. Då ilsknar hon till och svarar ”ingen apa”.
- Candy – Daves andra syster som är prinsessregent och som fick huvudansvaret för Udrogoth när syskonens föräldrar reste iväg. Candy är den vackraste flicka i Udrogoth och hon är ofta ganska ytlig och självisk. Hon föredrar shopping och att hänga med sina vänner framför att styra kungariket. Men hon har ändå en oanad styrka och är bra på kampsport, en styrka som till exempel kan visa sig om ett monster förstör en butik eller två.
- Lula – Daves magiska svärd som oftast är på dåligt humör och alltid ger Dave och de andra nedsättande kommentarer.
- Farbror Oswidge – en ganska klumpig trollkarl som vanligen förorsakar mer förstörelse med sina trollkonster än nytta. Oswidge framstår som urbilden av trollkarl (men det avslöjades i ett avsnitt att han aldrig gått i trollkarlsskola, han jobbade bara i cafeterian). Han älskar att äta och hans favoriträtt är skinka, som han bara inte kan motstå.
- Faffy – familjens lilla drake och husdjur. Faffy är inte som de flesta andra drakar. Han är ganska lat och inte speciellt intelligent och ligger mest stilla och är inte precis det perfekta husdjuret. Men Faffy har faktiskt också en vild sida som ibland kan visa sig.
- Throktar och Glimia – kungen och drottningen av Udrogoth, Dave, Candy och Gadds föräldrar. I serien har de rest iväg från landet för att bekämpa all världens ondska. Gadd känner en stor saknad efter sina föräldrar. Ibland förekommer Throktar och Glimia i Oswidges kristallkula.

### Andra figurer
- Dinky och Cheezette – Candys bästa vänner. De är mycket intresserade av mode, kläder och socialt liv, precis som Candy.
- Fru Bogmelon – en affärsinnehavare som älskar pengar och älskar att lura sina kunder så hon kan tjäna pengar. Hon kan bli skrämd av Gadd, men får snabbt övertaget över ödmjuka människor som Dave. Så fort någon kommer in i Bogmelons butik säger hon: ”Letar du efter något, raring?” och sedan, innan de hinner svara: ”Det har vi!”.
- Glitter Mirakelhästen – en söt liten magisk ponny. Glitter är ofta väldigt deprimerad. Detta beror på att han får stå i stallet hela tiden. Glitter brukar tala om sina drömmar, vilka ofta är väldigt underliga.

### Huvudskurkar
- Den onde fursten Kackel den elake grisen - en elak liten gris som bär kappa. Han är Daves ärkefiende och håller till i ett slott utanför Udrogoth. Kackel äger bland annat en mystisk amulett och är hela tiden ute efter att störta barbarfamiljen och ta makten i Udrogoth. Han har bland annat byggt en mekanisk kopia av Dave för att få Daves egen familj att vända sig emot Dave. Kackel har även en gång tillfångatagit seriens berättare och tvingat denne att berätta en historia där Kackel en gång för alla skulle vinna mot Dave. Detta slutade med att Dave anlitade en ny berättare och Kackel förlorade än en gång.
- Prinsessan Irmoplotz - en prinsessa i landet Hyrogoth som är ute efter att förinta Dave (eller åtminstone göra Daves liv eländigt). Irmoplotz mor är Zathura, Hyrogoths onda drottning. Zathura försöker ständigt lära Irmoplotz att bli mer elak. Irmoplotz far är god, vilket gör henne halv-ond. Tidigt i serien blev Dave och Irmaplotz förälskade i varandra, men Dave beslutade sig för att de var för olika och dumpade henne, så nu söker hon hämnd. Irmoplotz har fortfarande känslor för Dave. En gång hade hon chansen att förinta honom, men tog inte denna.
- Malsquando - en ond trollkarl som är Oswidges rival. Det var han som avslöjade för Dave, Candy och Gadd att Oswidge aldrig gått i trollkarlsskola.
- Quozmir - en udrogothiansk gud.
- Ned Frischman - en nörd som kommer från framtiden, nämligen år 1994, och som har upptäckt ett sätt att resa tillbaka i tiden på. Frischmans dröm är att bli en stor komiker och uppnå världsherravälde.

## Röster
- Nick Atkinson - Dave
- Anna Nordell - Candy
- Elina Raeder - Gadd
- Gunnar Ernblad - Oswidge
- Elisabet Edgren - Lula
- Adam Fietz - Faffy
- My Holmsten - Fru Bogmelon
- Claes Ljungmark - Berättaren
- Ole Ornered - Den onde fursten Kackel, Quozmir
- Jennie Jahns - Irmoplotz, Cheezette
- Peter Sjöquist - Ned Frischman
- Bengt Bauler - Malsquando

## Avsnitt
- 1: The Maddening Sprite of the Stump / Shrink Rap
- 2: Pet Threat / Lula's First Barbarian
- 3: Girlfriend / Ned Frischman: Man of Tomorrow
- 4: Beef! / Rite of Pillage
- 5: King for a Day or Two / Slay What?
- 6: Civilization / The Terror of Mecha-Dave
- 7: The Way of the Dave / Beauty and the Zit
- 8: Band / Web
- 9: Sorcerer Material / Sweep Dreams
- 10: Here There Be Dragons / Pipe Down!
- 11: Termites of Endearment / Thor, Loser
- 12: The Figar / Silly Wiggy
- 13: The Princess and the Peabrains / Horders & Sorcery
- 14: The Brutish Are Coming / The Lost Race of Reeber
- 15: Lederhosen of Doom / Floral Derangement
- 16: A Pig's Story
- 17: That Darn Ghost! / The Cow Says Moon
- 18: I Love Neddy / Night of the Living Plush
- 19: Bad Food / Shake, Rattle, & Roll Over
- 20: Red Sweater Of Courage / Dog Of Titans
- 21: Plunderball / Fiends & Family
- 22: Not a Monkey / Happy Glasses